# تارشوو
تارشوو (به لهستانی:  Tarszewo) یک روستا در لهستان است که در گمینا زاگوروو واقع شده‌است.